# Disertacija
Disertácija (latinsko disserere, razpravljati) je znanstvena razprava, navadno izvirno znanstveno delo ali pregled znanstvene literature o izbrani temi, s katero se avtor poteguje za akademski naziv doktorja. Disertacijo kandidat zagovarja pred komisijo, ki jo imenuje senat univerze. Po uspešno ubranjeni disertaciji rektor promovira doktorskega kandidata v doktorja.